# Резолюция 213 на Съвета за сигурност на ООН
Резолюция 213 на Съвета за сигурност на ООН е приета единодушно на 20 септември 1960 г. по повод кандидатурата на Сингапур за членство в ООН. С Резолюция 213 Съветът за сигурност препоръчва на Общото събрание на ООН Сингапур да бъде приет за член на Организацията на обединените нации.